# Kardoes (windmolen)
Bij een stenen windmolen wordt de kruivloer, waarop de kap draait met kardoezen vastgezet in het metselwerk van de molen.
De kardoezen zijn van hout, vroeger eiken- of grenenhout, gemaakt en zijn toegepast sinds het ontstaan van de kruibare kap in de 15e eeuw.
Bij een houten zes- of achtkantige molen rusten de uitbrekers ook op kardoezen, ook wel kardoeshouten of schardoezen genoemd.
Bij standerdmolens met een kapoverstek zijn het de steunstukjes, die bovenaan zijdelings aan de daklijsten met pen- en gatverbinding zijn vastgemaakt en waarop de dakplank ligt. Op de dakplank staan dan de kapspanten.
Ook het gedeelte van de heklatten dat aan de voorkant van de roe zit en waarop de kluften voor de windborden zijn vastgemaakt heten kardoezen of schardoezen.

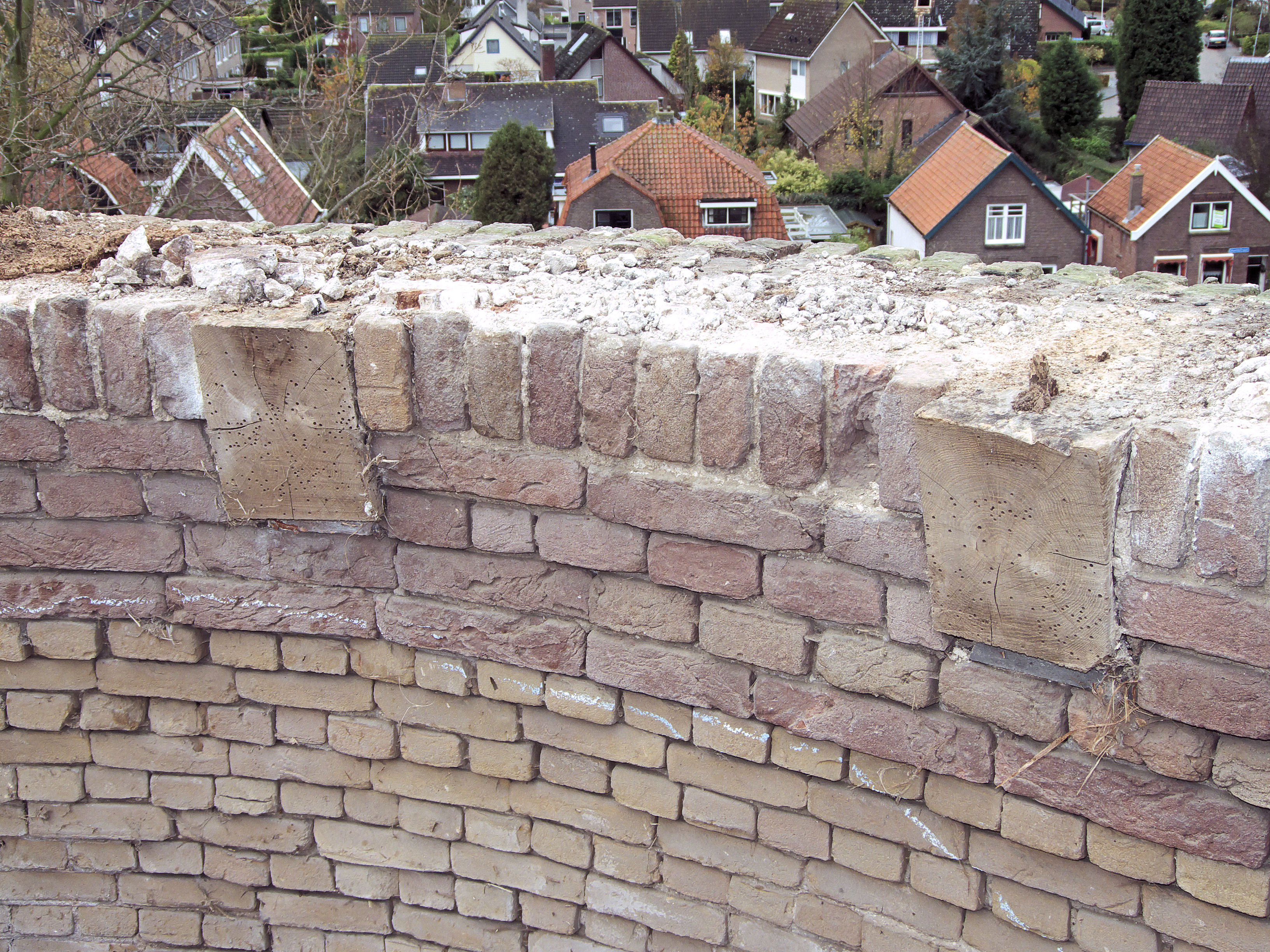
Kardoezen bij een windmolen
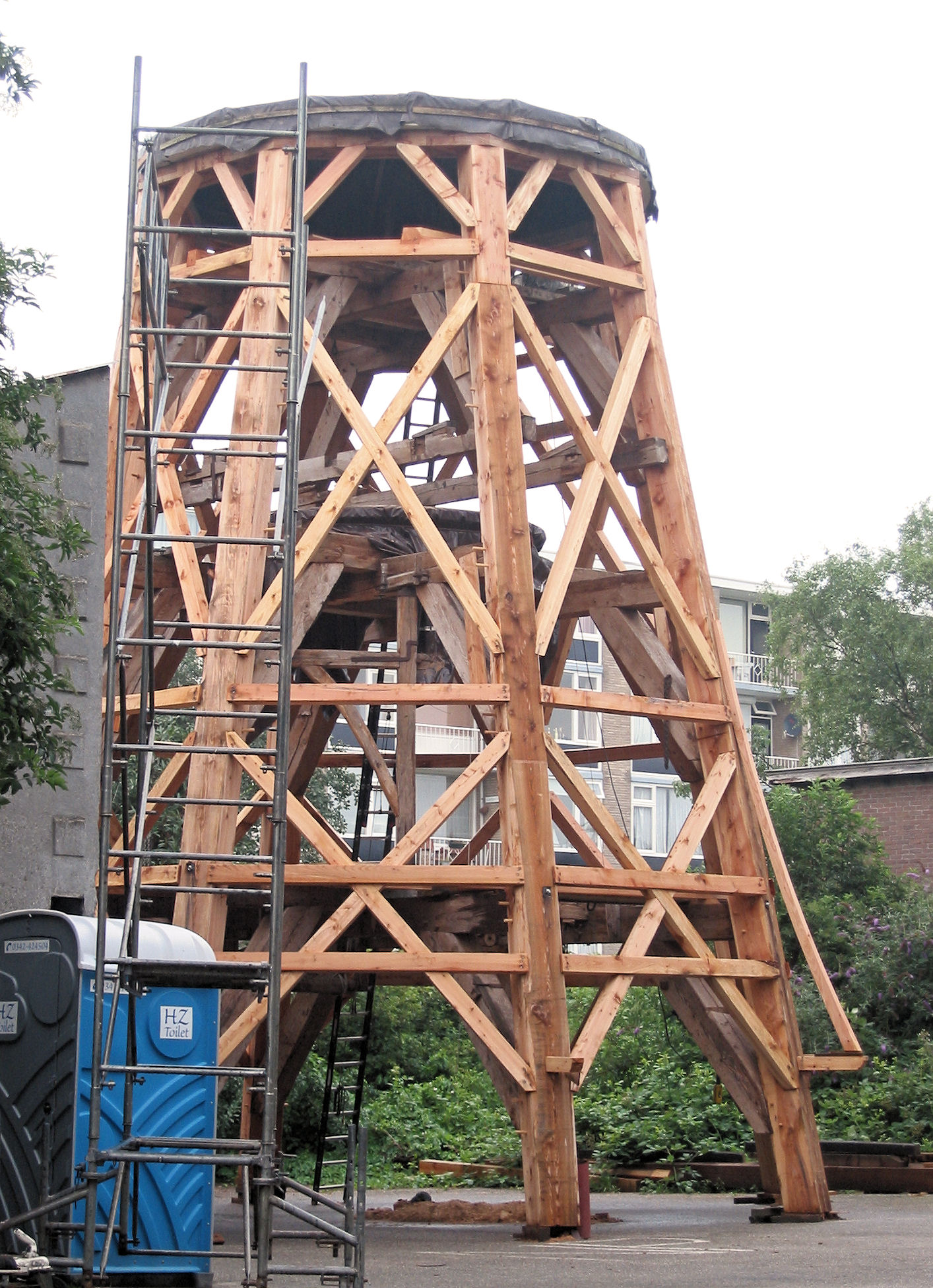
Gedeeltelijk gerestaureerde houten achtkant met veldkruisen, veldregels, hondsoren en een uitbreker op een kardoes.
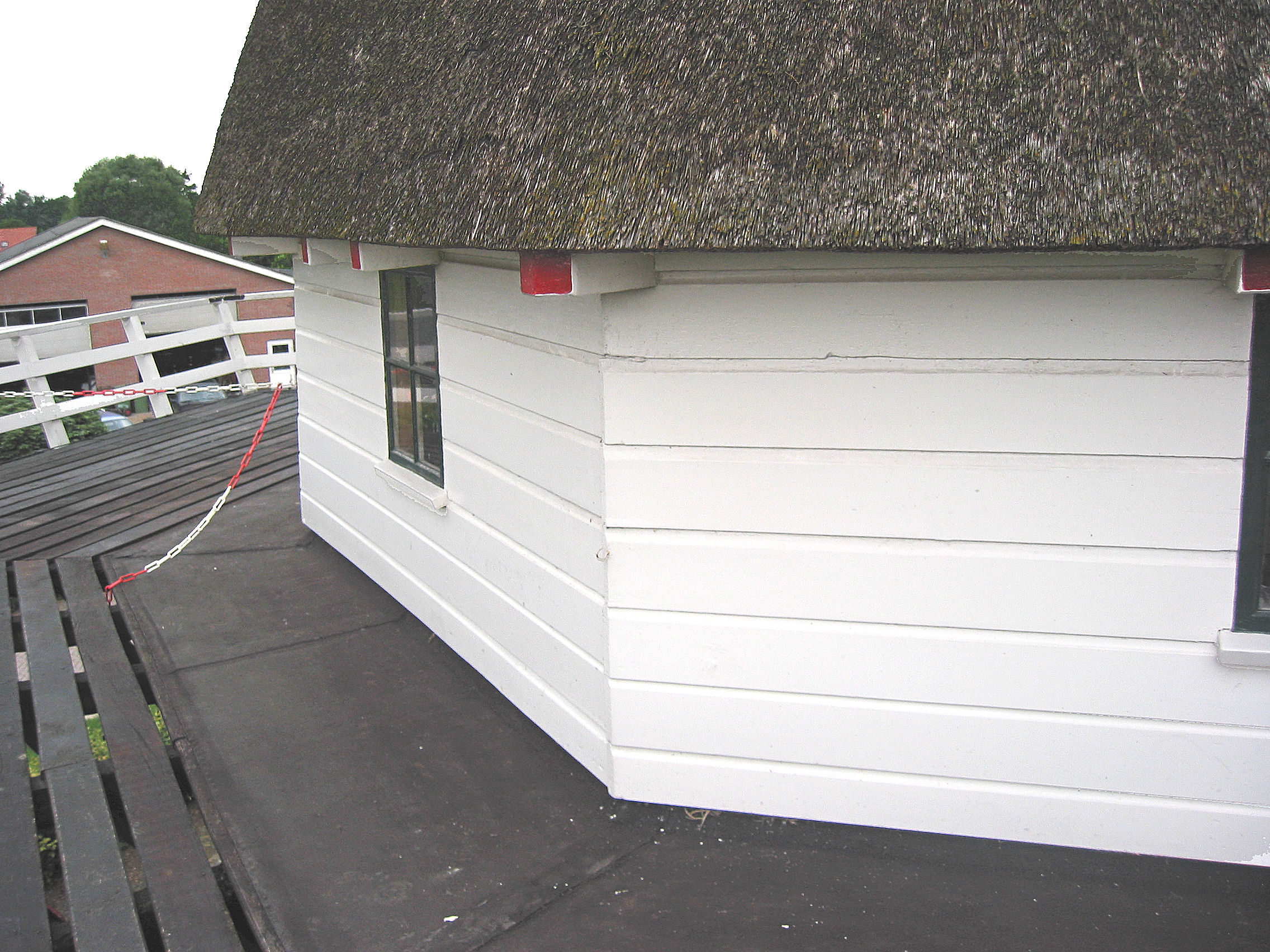
De balkjes met een rode kop zijn de kardoezen
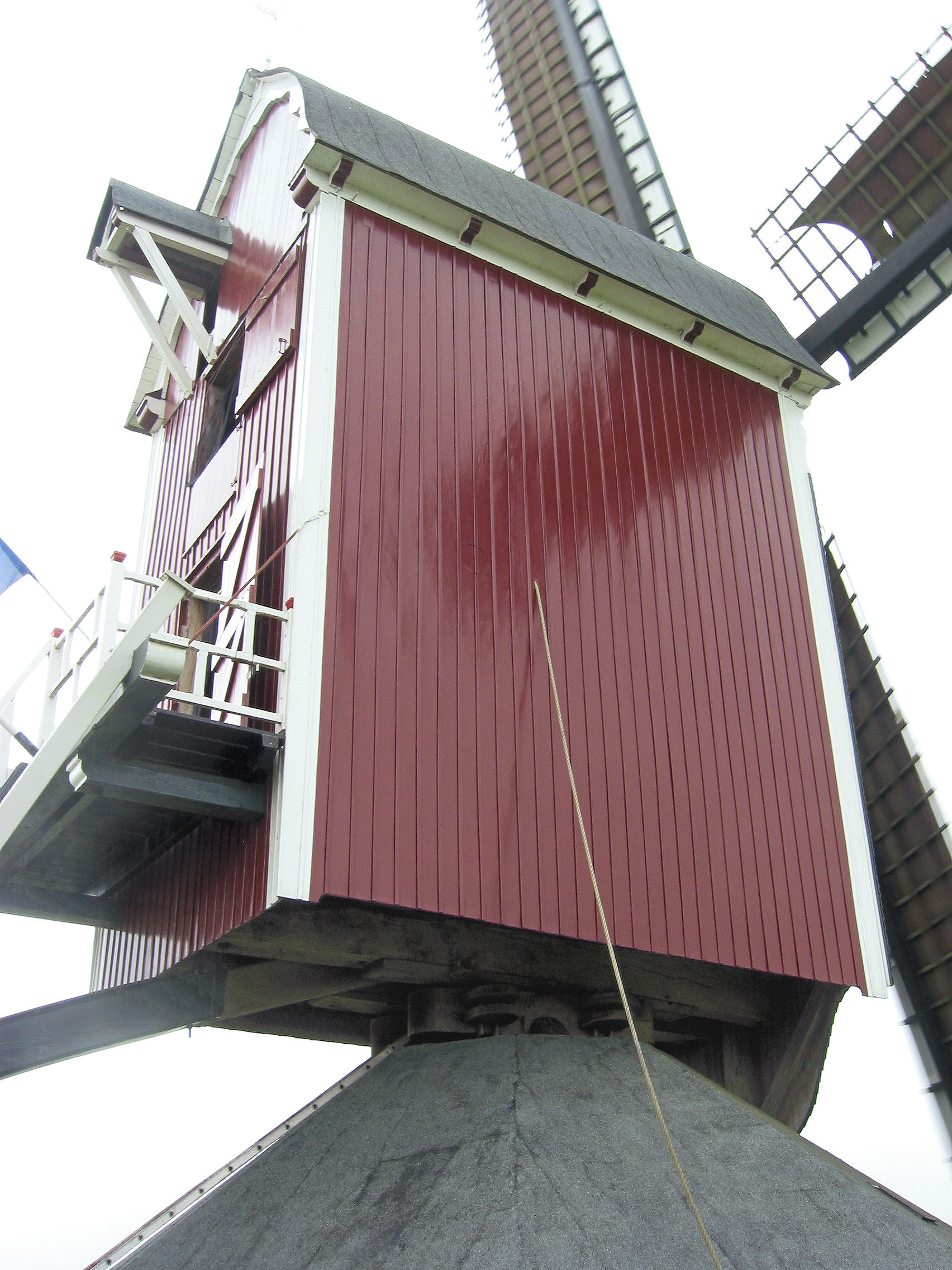
Kardoezen bij een standerdmolen
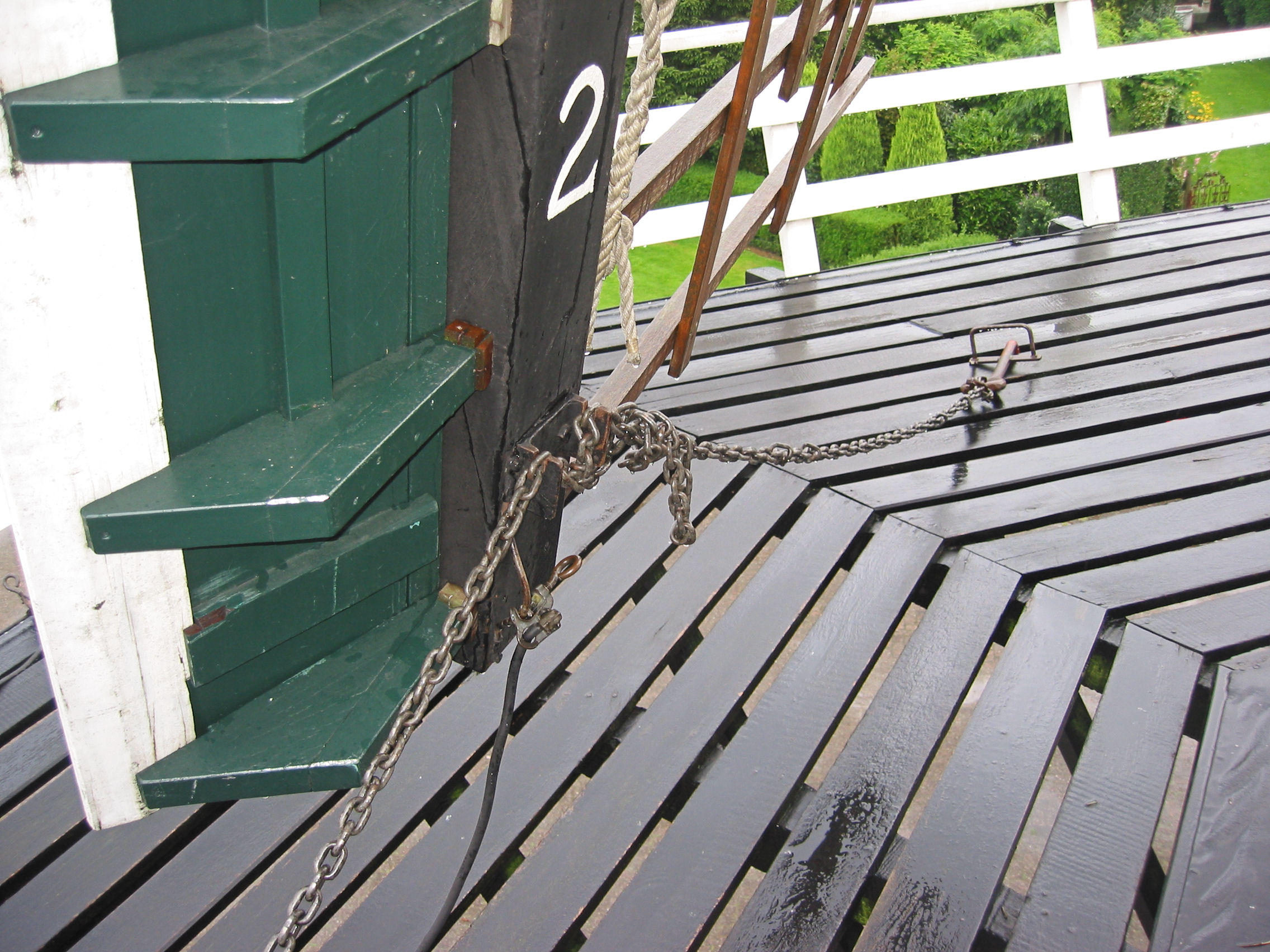
Kluften (driehoekige balkjes) op de kardoezen